# Typhleotris mararybe
Typhleotris mararybe é uma espécie de peixe criticamente ameaçada de extinção da família Milyeringidae, os gobies cegos das cavernas. É uma espécie troglóbia endêmica do habitat das cavernas no sudoeste de Madagascar. É único entre os peixes que vivem em cavernas conhecidos por ser cego e de pigmentação escura. Possui sistemas sensoriais não visuais bem desenvolvidos e mergulhos para evitar a aproximação de objetos. O peixe foi coletado pela primeira vez em 2008 e foi descrito para a ciência como uma nova espécie em 2012. 
Typhleotris mararybe tem cerca de 38 mm (1,5 pol.) De comprimento. O corpo é uniformemente marrom escuro e as nadadeiras são em sua maioria brancas com bases marrons. Seus sistemas sensoriais incluem uma série de poros na cabeça, mas faltam olhos.